# ПРП-1,6
Пресс-подборщик рулонный прицепной ПРП-1,6 — первый советский рулонный пресс-подборщик. Выпускался на заводе «Бежецксельмаш» с 1978 года, а также в Киргизии на заводе сельскохозяйственного машиностроения им. Фрунзе («Фрунзесельмаш»).
Разработан Всесоюзным научно-исследовательским институтом комплексных проблем машиностроения для животноводства и кормопроизводства совместно с Фрунзенским головным специализированным конструкторским бюро по сеноуборочной технике.
Ширина захвата — 1,6 м, что соответствовало ширине валка косилок и кормоуборочных комбайнов производства СССР и ГДР. Делал тюки цилиндрической формы (рулоны) весом до 500 кг с одновременной автоматической обвязкой полипропиленовым шпагатом.
Использовался при заготовке сена и соломы, а также на уборке льна (после настройки, позволявшей получать рулоны весом от 80 до 200 кг) (подбор тресты и льносоломы).
Более производительный, чем «тюковый» пресс-подборщик ПС-1,6 (до 15 тонн в час на сене, до 7 тонн в час на соломе). Допустимая влажность прессуемой массы — до 35 % (у ПС-1,6 до 25 %).
Для погрузки рулонов сена и соломы на транспорт и их укладки в скирду использовалось приспособление ППУ-0,5.
Начиная с 1990-х годов, появились многочисленные модификации российских и белорусских рулонных пресс-подборщиков, их выпускают в Бежецке, Бобруйске, Рязани, Ростове-на-Дону.